# Cephalaria natalensis
Cephalaria natalensis är en tvåhjärtbladig växtart som beskrevs av Carl Ernst Otto Kuntze. Cephalaria natalensis ingår i släktet jätteväddar, och familjen Dipsacaceae. Inga underarter finns listade i Catalogue of Life.